# St. Nikolai (Selbelang)

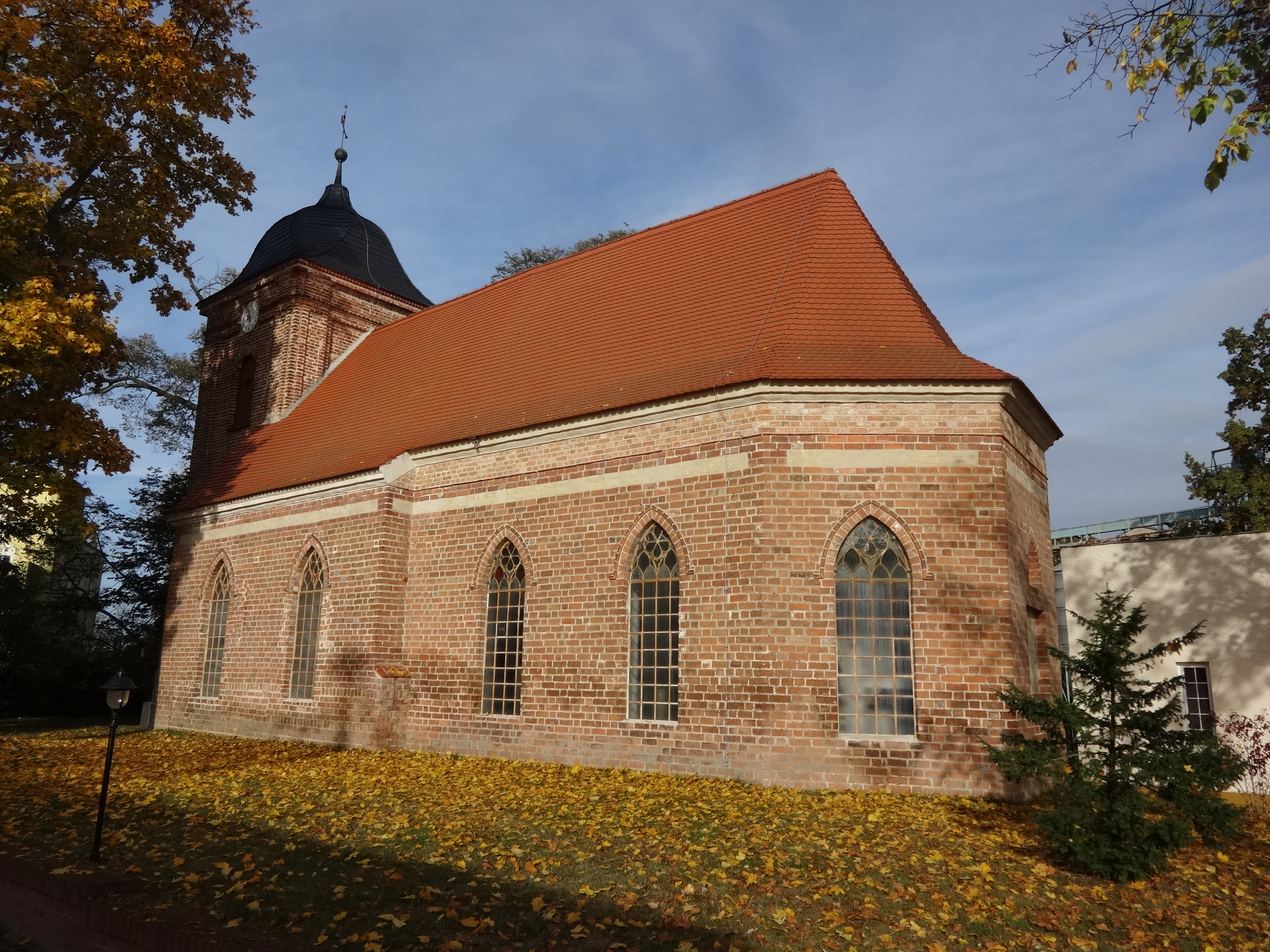
St. Nikolai in Selbelang

Die evangelische Dorfkirche St. Nikolai ist ein spätgotischer Sakralbau in Selbelang, einem Ortsteil der Gemeinde Paulinenaue im Landkreis Havelland in Brandenburg. Sie gehört zur Evangelischen Kirchengemeinde Havelländisches Luch im Kirchenkreis Nauen-Rathenow.

## Geschichte
Die erste urkundliche Erwähnung des Dorfes ist aus dem Jahr 1269 überliefert. Es ist daher denkbar, dass zu diesem Zeitpunkt auch bereits eine Kirche existierte, von der im 21. Jahrhundert jedoch keine Zeugnisse vorhanden sind. Ab 1440 nutzen Baumeister die reichhaltigen Tonvorkommen der Region, um aus Backstein ein Kirchenschiff mit einem Chor zu errichten. 1749 ergänzte die Kirchengemeinde das Bauwerk um den Westturm. 1862 erfolgte ein erheblicher Umbau, bei der unter anderem die zuvor gotischen Fenster barock sowie die Portale vergrößert wurden. An Stelle der flachen Balkendecke erhielt das Kirchenschiff ein vierteiliges Gewölbe. Im Zweiten Weltkrieg musste die Kirchengemeinde die rund 500 Jahre alte Glocke im Zuge der Metallspende des deutschen Volkes abgeben. Sie wurde jedoch nicht eingeschmolzen, sondern konnte nach Kriegsende vom Pfarrer Pachali aus dem Glockenfriedhof in Hamburg wieder zurückgebracht und aufgehängt werden. Durch eine jahrzehntelange Melioration im Zuge der landwirtschaftlichen Nutzung der Region traten in der letzten Hälfte des 20. Jahrhunderts am Bauwerk erhebliche Schäden auf: Größere Risse sowie Feuchtigkeit am Dach führten zu einem Sanierungsbedarf, dem sich seit März 2005 ein Förderverein annimmt. 2008 begann eine umfangreiche Sanierung, die 2013 erfolgreich abgeschlossen wurde.

## Architektur

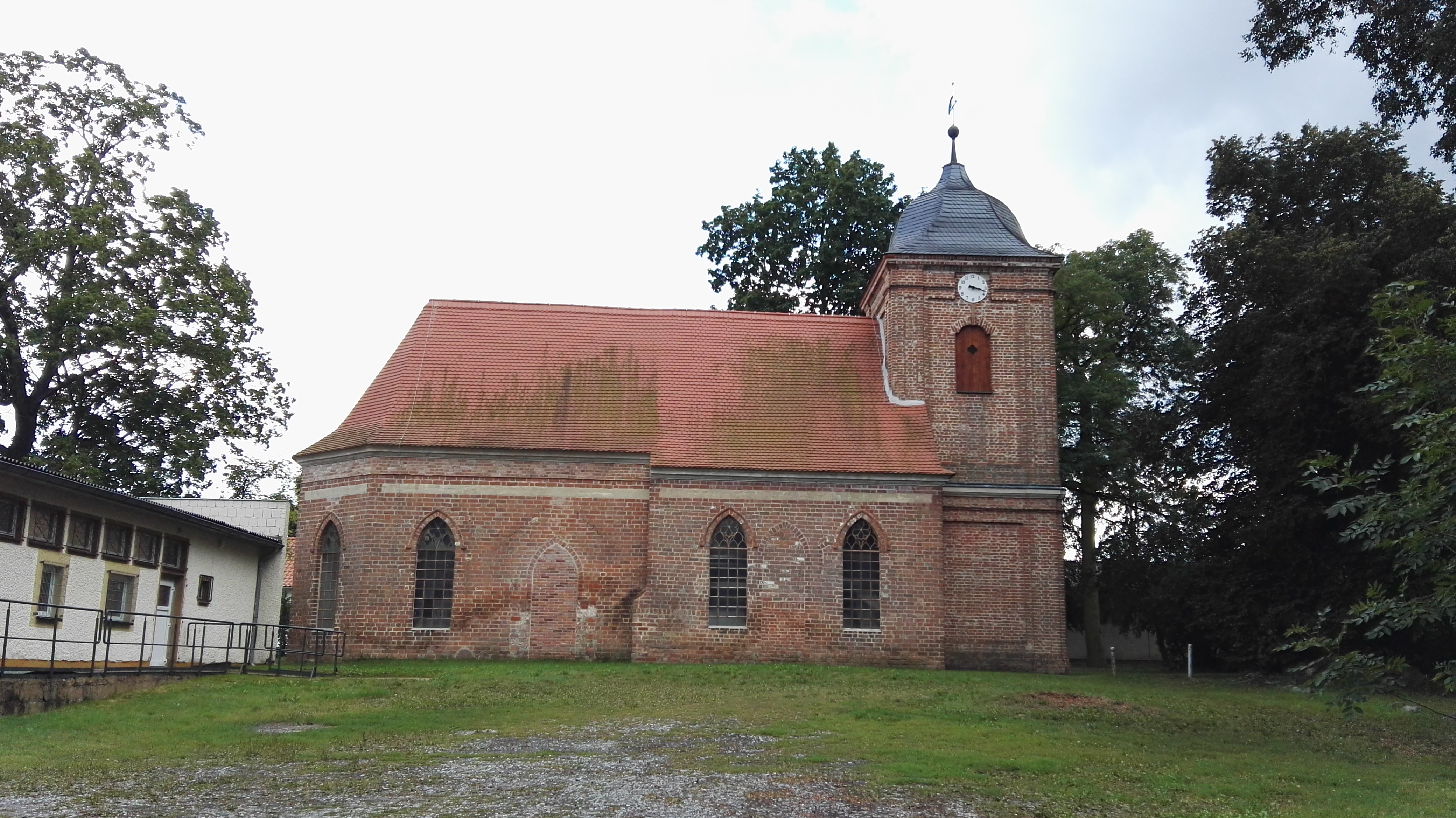
Ansicht von Norden

Das – in Relation zur Gesamtlänge – vergleichsweise kurze Schiff entstand, wie auch der übrige Baukörper, aus rötlichem Mauerstein. Daran schließt sich nach Osten der in etwa gleich lange Chor mit einem Dreiviertelschluss an. Er ist in seiner Höhe nicht eingezogen, jedoch ein wenig schmaler als das Kirchenschiff. An der südlichen Wand sind nach der Vergrößerung im 19. Jahrhundert zwei Maßwerkfenster sowie an der westlichen Öffnung einzelne Mauerreste der ursprünglichen Fenster. Im Chor sind weitere gleichartige Fenster vorhanden. An der Nordseite sind sowohl am Kirchenschiff wie auch am Chor zwei große zugesetzte Fenster bzw. Öffnungen zu erkennen, die sorgfältig mit Mauersteinen verschlossen wurden. Der quadratische, barocke Westturm ist schmaler als das Kirchenschiff und mit Lisenen gegliedert. Ein Gesims trennt die beiden Geschosse mit dem großen Westportal, durch das die Kirche betreten werden kann. Im Turmgeschoss sind bienenkorbförmige Klangarkaden zu erkennen. Dahinter hängt eine Glocke, die im Jahr 1462 gegossen wurde. Sie trägt die Inschrift „Ave Maria gracia plena MCCCCLX II“ (Sei gegrüßt Maria, voll der Gnade 1462). Zwischen den Klangarkaden und dem Dach ist an den vier Seiten eine Turmuhr mit einem weißen Ziffernblatt angebracht. Der Turm selbst schließt mit einer geschweiften Haube, einer Turmkugel und einer Wetterfahne.

## Ausstattung

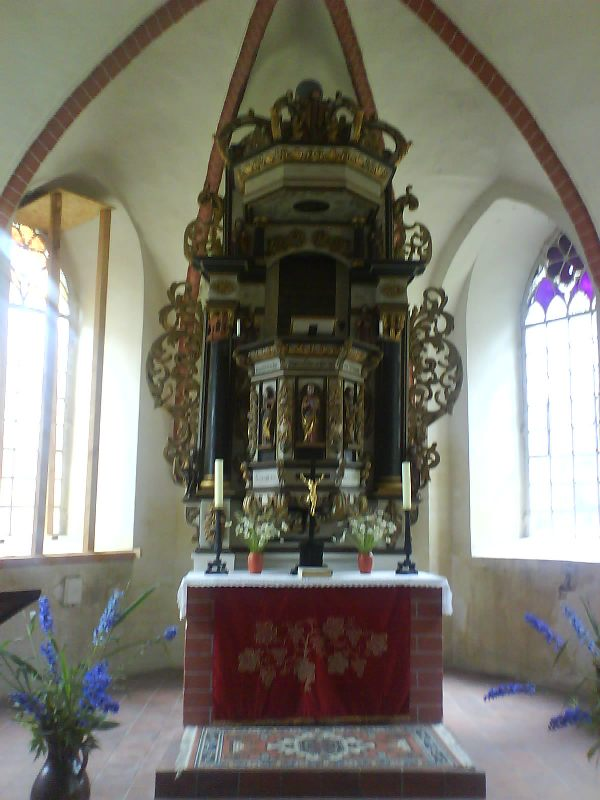
Altar

Der Kanzelaltar ist auf das Jahr 1718 datiert und besteht aus korinthischen Säulen mit einem mittig angebrachten Kanzelkorb, der mit Akanthus verziert ist. Zwischen Fruchtgehängen stehen Schnitzfiguren von Jesus Christus und den vier Aposteln; weitere sechs sind am Altar verteilt. Die Figuren stammen vermutlich aus der Zeit vor der Reformation und wurden einem gotischen Altarretabel aus dem 15. Jahrhundert entnommen. Die Figur der Maria fehlt jedoch. Der Schalldeckel ist mit zwei Engeln und einer Darstellung von Martin Luther verziert. Der Altar wurde bereits 1995 restauriert.
Die Orgel auf dem westlichen Teil der Hufeisenempore baute Friedrich Emanuel Marx im Jahr 1804 mit einem frühklassizistischen Prospekt. Zur weiteren Ausstattung gehören vier Epitaphe, die Figuren derer von Bardeleben zeigen, darunter Balthasar (gestorben 1579), Wichmann (gestorben 1589) sowie ein Kinderepitaph von Elisabeth und einer weiteren Frau aus dem 17. Jahrhundert.
Das Kirchenschiff verfügt über ein Gewölbe, der Chor über ein Kreuzrippengewölbe mit 5/8-Teilung und viertelstabförmigen Konsolsteinen, die im unteren Teil mit Lüftungsrohren in Form von Drachenköpfen verziert wurden.